# Broadview Park
Broadview Park ist ein census-designated place (CDP) im Broward County im US-Bundesstaat Florida. Das U.S. Census Bureau hat bei der Volkszählung 2020 eine Einwohnerzahl von 7.670 ermittelt.

## Geographie
Broadview Park grenzt an die Städte Davie, Plantation und Fort Lauderdale.

## Demographische Daten
Laut der Volkszählung 2010 verteilten sich die damaligen 7125 Einwohner auf 2280 Haushalte. Die Bevölkerungsdichte lag bei 2850,0 Einw./km². 69,7 % der Bevölkerung bezeichneten sich als Weiße, 15,8 % als Afroamerikaner, 0,3 % als Indianer und 1,9 % als Asian Americans. 8,5 % gaben die Angehörigkeit zu einer anderen Ethnie und 3,9 % zu mehreren Ethnien an. 59,6 % der Bevölkerung bestand aus Hispanics oder Latinos.
Im Jahr 2010 lebten in 48,3 % aller Haushalte Kinder unter 18 Jahren sowie 17,0 % aller Haushalte Personen mit mindestens 65 Jahren. 76,1 % der Haushalte waren Familienhaushalte (bestehend aus verheirateten Paaren mit oder ohne Nachkommen bzw. einem Elternteil mit Nachkomme). Die durchschnittliche Größe eines Haushalts lag bei 3,38 Personen und die durchschnittliche Familiengröße bei 3,57 Personen.
28,2 % der Bevölkerung waren jünger als 20 Jahre, 32,8 % waren 20 bis 39 Jahre alt, 27,6 % waren 40 bis 59 Jahre alt und 10,1 % waren mindestens 60 Jahre alt. Das mittlere Alter betrug 33 Jahre. 52,7 % der Bevölkerung waren männlich und 47,3 % weiblich.
Das durchschnittliche Jahreseinkommen lag bei 37.432 $, dabei lebten 19,0 % der Bevölkerung unter der Armutsgrenze.
Im Jahr 2000 war Englisch die Muttersprache von 54,71 % der Bevölkerung, Spanisch sprachen 41,80 % und 3,49 % hatten eine andere Muttersprache.

## Verkehr
Der CDP wird von der Interstate 595, vom Florida’s Turnpike und vom U.S. Highway 441/State Road 7 tangiert. Der Flughafen Fort Lauderdale liegt etwa 4 km entfernt.